# Weidenhausen (Meißner)

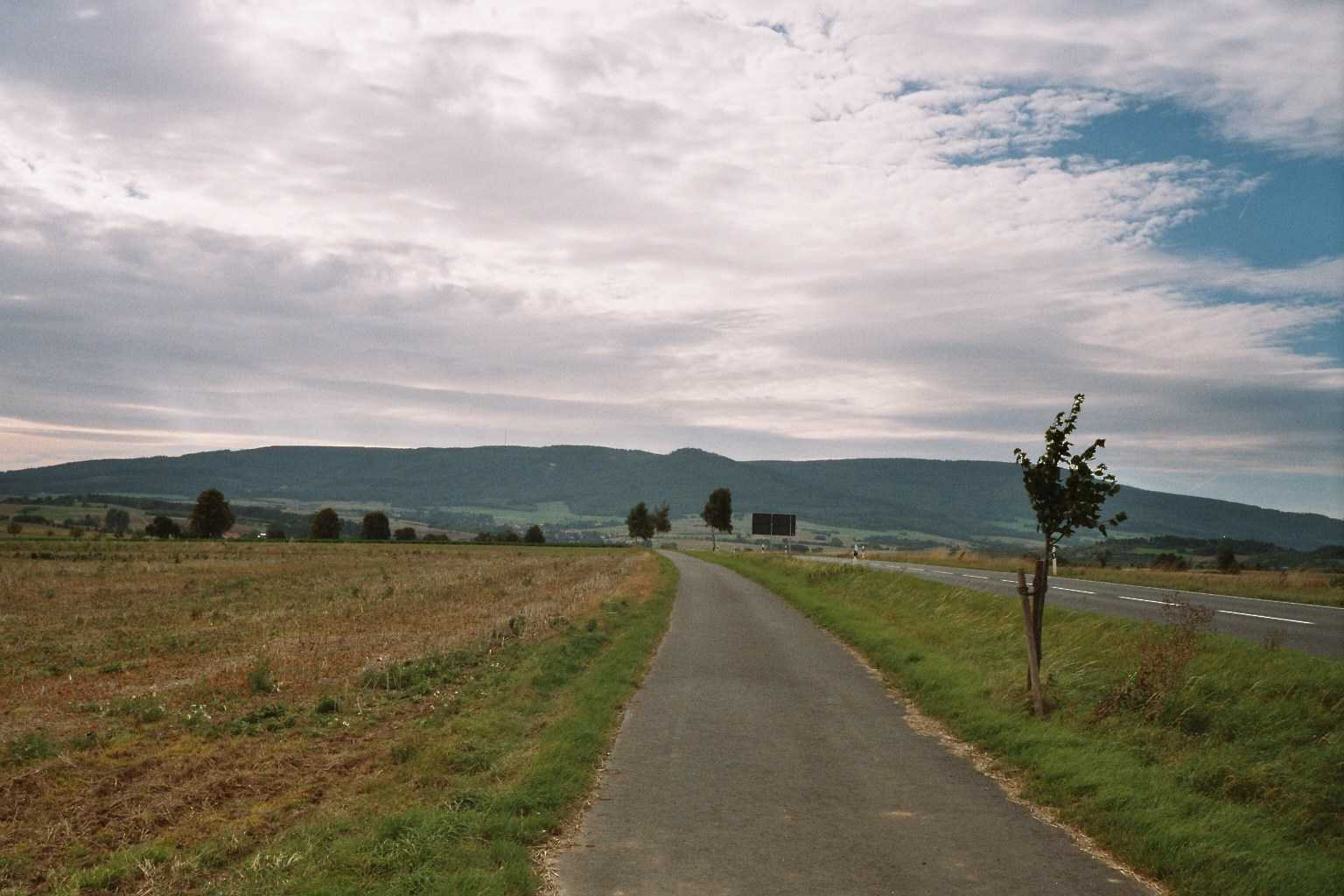
Hoher Meißner von Weidenhausen aus gesehen

Weidenhausen ist ein Ortsteil der Gemeinde Meißner im nordhessischen Werra-Meißner-Kreis.

## Geographische Lage
Das Dorf liegt im Vorland des Hohen Meißners. Nördlich des Ortes führt die Landesstraße 3241 und östlich die Bundesstraße 27 vorbei.

## Geschichte
Der Ort wurde erstmals im Jahre 1301 erwähnt. Im Ort gibt es noch einige Weinkeller. Bis zum Beginn des 19. Jahrhunderts wurde im Dorf die Leinweberei betrieben.
Am 31. Dezember 1971 schlossen sich im Zuge der Gebietsreform in Hessen die bis dahin selbständigen Gemeinden Abterode, Alberode, Germerode, Vockerode, Weidenhausen und Wellingerode zur neuen Großgemeinde Meißner zusammen.

## Kirche und Anger

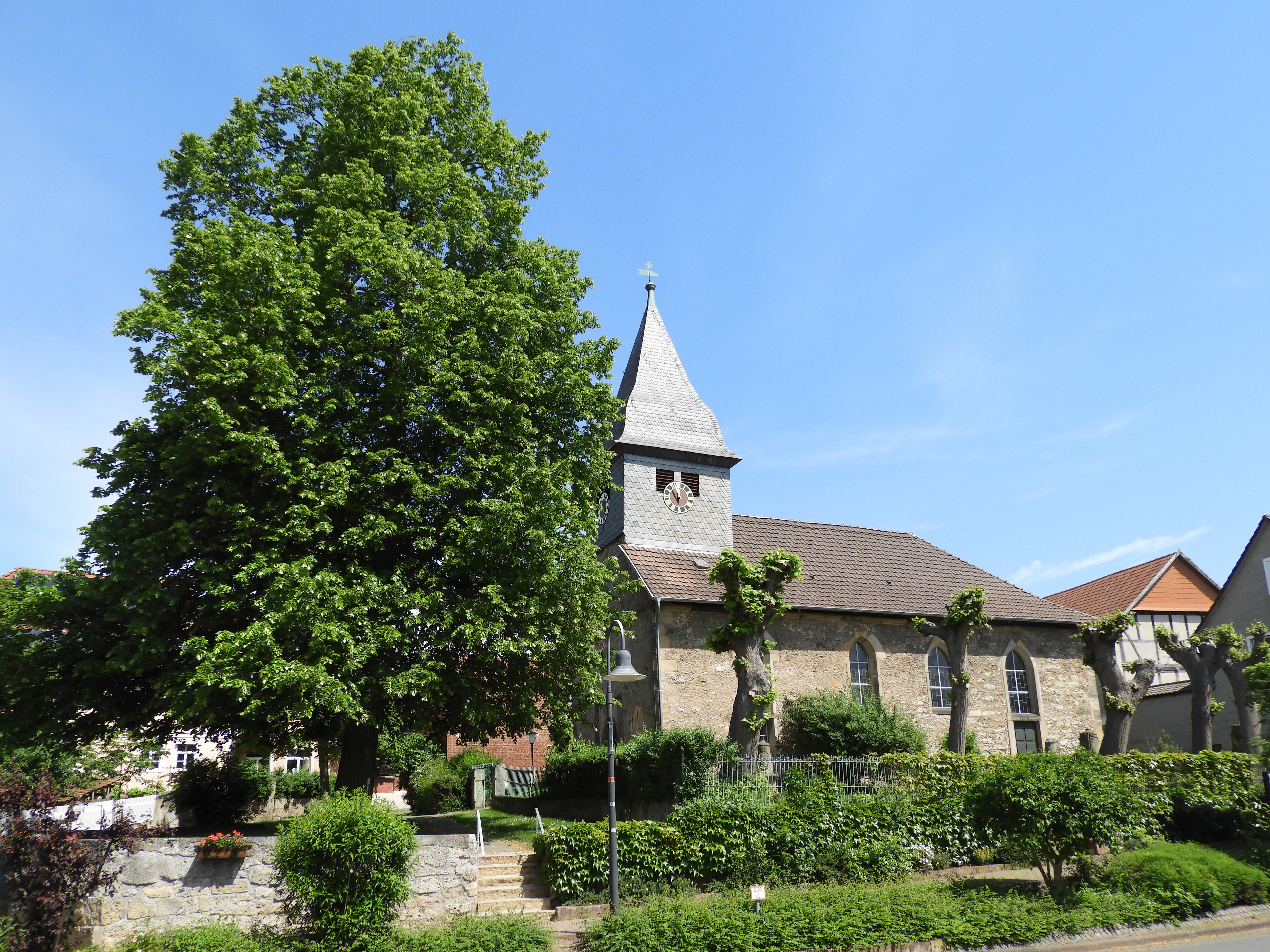
Die Kirche und der Anger

Die evangelische Pfarrkirche von Weidenhausen hat einen gotischen Westteil mit einem spätgotischen Westportal aus dem Jahr 1522. Um 1740 wurde die Kirche umgebaut und in 1743 ein Fachwerktürmchen aufgesetzt. Vor der Kirche befinden sich einige Grabsteine aus dem 18. und 19. Jahrhundert. Wegen ihrer künstlerischen, baulichen und geschichtlichen Bedeutung ist der Bereich ein geschütztes Kulturdenkmal. Der Anger vor dem Kirchhof ist ein ummauerter Platz. Auf der früheren Gerichtsstätte steht eine rund 100-jährige Linde, die in 1936 zum Naturdenkmal erklärt wurde.

## Persönlichkeiten
- Ernst Müller (1874–1950), in Weidenhausen geborener Gewerkschafter und Politiker